# Ramón de Vicuña
Ramón de Vicuña y Epalza (Portugalete, 31 de agosto de 1886-7 de febrero de 1935) fue un político y empresario español de origen vasco. Estudió derecho en las universidades de Deusto y Barcelona, trabajó en el bufete de Orueta y Marco Gardoqui, y como empresario fue presidente de la Compañía Naviera Bidasoa y de la Compañía de Minas Hispano-Africana, así como consejero de Ferrocarriles Vascongados, Ferrocarril de La Robla y Hulleras de Sabero y Anexos SA, y miembro del consejo de administración de la Naviera Sota y Aznar.
En 1904 se afilió al Partido Nacionalista Vasco, del que fue miembro del Euzkadi Buru Batzar desde 1916. Escribió numerosos artículos en el diario Euzkadi, del que fue presidente del consejo de administración, y que en 1910 le costó un proceso por injurias. En 1914 se presentó en las elecciones en Cortes Españolas, pero no fue escogido. Se enfrentó al republicano Horacio Etxebarrieta que salió elegido por el distrito de Bilbao.  Más tarde fue cónsul en Grecia y en 1930 formó parte de la comisión para reunificar los dos sectores del Partido Nacionalista Vasco (Aberri y Comunión Nacionalista). El 24 de abril de 1931 fue comisionado por el PNV, junto con Francisco Basterrechea Zaldívar y Manuel Robles Aranguiz para ofrecer la colaboración de su partido a Alejandro Lerroux, Indalecio Prieto, Miguel Maura y a Luis Nicolau d'Olwer, miembros del Gobierno de la República. En las elecciones generales de 1933 fue elegido diputado por Bilbao. Murió dos años después. Durante la guerra civil española su casa fue expoliada y su familia marchó al exilio.